# Ritter (isola)
L'isola di Riitter è un'isola vulcanica della Papua Nuova Guinea, che si trova in mezzo alle isole di Umboi, Sakar e Nuova Britannia
Amministrativamente fa parte della provincia di Morobe appartenente alla Regione di Momase.